# 1835 Gajdariya
Gajdariya (asteróide 1835) é um asteróide da cintura principal, a 2,5738318 UA. Possui uma excentricidade de 0,0910371 e um período orbital de 1 740,38 dias (4,77 anos).
Gajdariya tem uma velocidade orbital média de 17,70010101 km/s e uma inclinação de 0,98976º.
Esse asteróide foi descoberto em 30 de Julho de 1970 por Tamara Smirnova.